# Reto Wehrli

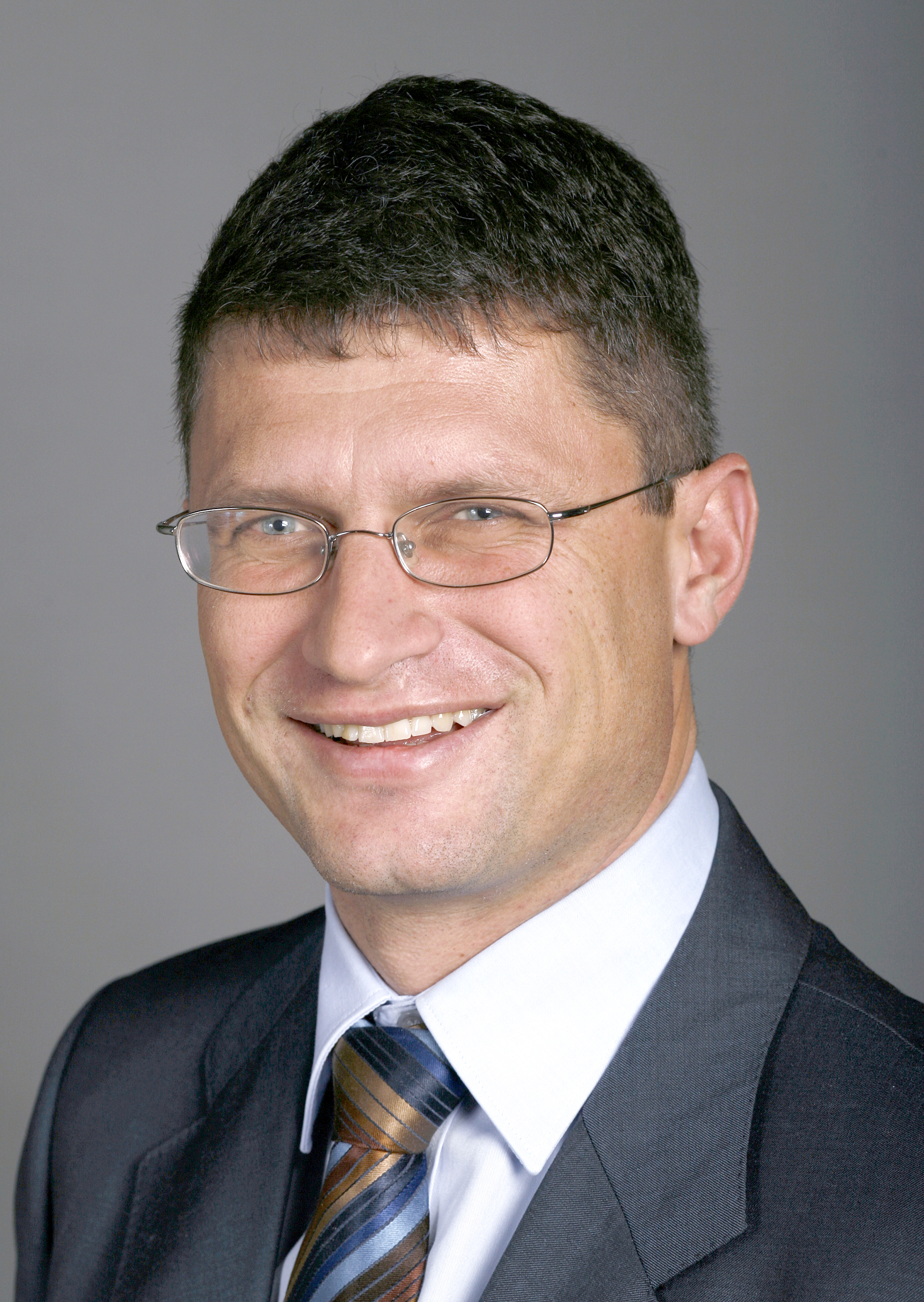
Reto Wehrli

Reto Wehrli (* 1. Februar 1965 in Zug; heimatberechtigt in Wäldi) ist ein Schweizer Rechtsanwalt und Politiker (CVP).

## Politik
Wehrli stieg früh in die Politik ein: 1987 wurde er in den Vorstand der CVP der Gemeinde Steinen gewählt, 1991 wurde er Mitglied des Vorstands der CVP Kanton Schwyz. Von 1992 bis 1994 war er Mitglied des Schulrates der Gemeinde Steinen, von Juni 2000 bis November 2003 Mitglied des Schwyzer Kantonsrats. 2003 schaffte er den Sprung in den Nationalrat.
Während der 47. Legislaturperiode gehörte Wehrli der Kommission für soziale Sicherheit und Gesundheit des Nationalrates (SGK-N) sowie der Kommission für Begnadigungen und Zuständigkeitskonflikte der Vereinigten Bundesversammlung an. Weiter war er zwischen März und Dezember 2007 Mitglied der Delegation bei der Interparlamentarischen Union (IPU). Nach seiner Wiederwahl 2007 blieb er Mitglied der Delegation bei der IPU sowie der SGK-N. Während der 48. Legislaturperiode nahm er zudem Einsitz in der Aussenpolitischen Kommission des Nationalrates und von September 2009 an bis zum Ende der Legislaturperiode in der Gerichtskommission der Vereinigten Bundesversammlung, die er auch präsidierte. Im Februar 2011 kündigte Wehrli an, bei den Parlamentswahlen 2011 nicht mehr anzutreten.
In Erinnerung bleibt Nationalrat Wehrli als Kämpfer für das gemeinsame elterliche Sorgerecht, als Sprecher der SGK-N im Zusammenhang mit der 5. Revision des Bundesgesetzes über die Invalidenversicherung („5. IV-Revision“) und als Impulsgeber für die Entwicklung einer nationalen Strategie zur Verringerung der Belastung demenzkranker Menschen und ihrer Angehörigen. Ab 2009 amtete er als Vizepräsident der CVP Kanton Schwyz bzw. bis 2017 als Präsident ad interim der CVP Kanton Schwyz.

## Berufliche Laufbahn
Nach dem Studium der Rechte an der Universität Zürich und der Zulassung als Rechtsanwalt und Urkundsperson 1993 promovierte er 1997 an der Universität Basel.
Heute arbeitet er an seinem Wohnort Schwyz als Mitinhaber einer Rechtsanwaltskanzlei, die er seit 1998 parallel zu seinem politischen Engagement aufgebaut hat. Neben seiner Tätigkeit als Anwalt und Urkundsperson ist er Präsident der Schlichtungsbehörde im Mietwesen des Bezirkes Schwyz.
Wehrli ist Verwaltungsratspräsident der Auto AG Schwyz (AAGS), der Schuler St. JakobsKellerei, Seewen-Schwyz, der Tellco AG, Schwyz sowie der Schuler-Beteiligungen AG. Neben diesen Wirtschaftsmandaten ist Wehrli auch stark in Verbänden und Vereinen engagiert. So ist er unter anderem seit 2006 Stiftungsrat der Stiftung Pro Kloster Einsiedeln und Präsident der Schweizerischen Greina-Stiftung (SGS). Von 2010 bis 2017 amtete er als Präsident des Stiftungsrats der Schweizerischen Pfadistiftung, deren Stiftungszweck die Unterstützung der Arbeit der Pfadibewegung Schweiz ist.

## Privates
Wehrli ist verheiratet und Vater von vier Kindern.